# Kaokoveld
Localisation
Le Kaokoveld est un désert côtier du nord de la Namibie et du sud de l'Angola, dans le prolongement du désert du Namib situé au sud.

## Géographie

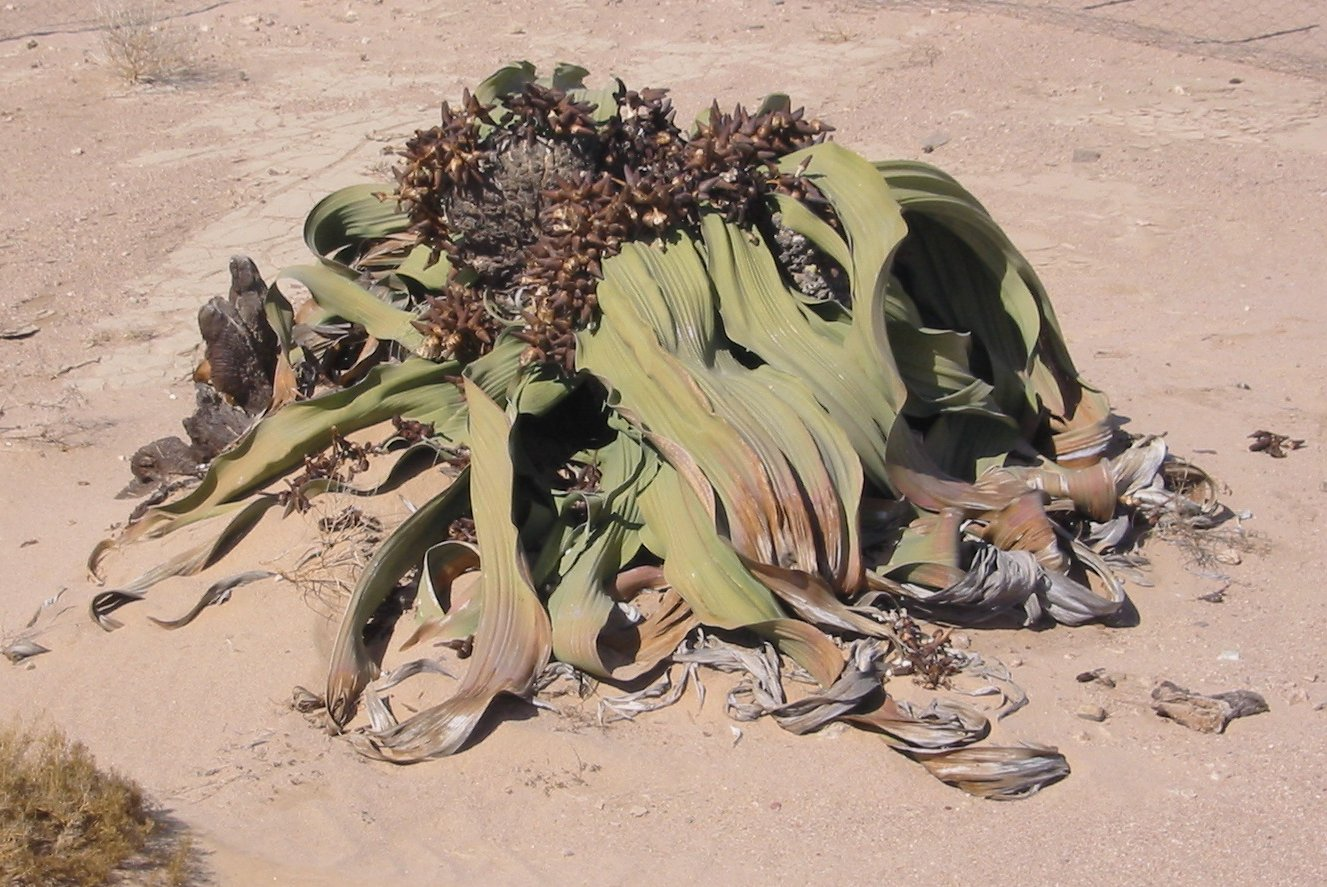
Welwitschia mirabilis.

Il forme une écorégion de l'écozone afrotropicale dans la partie septentrionale du désert du Namib. Sa superficie est de 45 584 km2 et son statut est Critique/En danger.
Il abrite notamment la Welwitschia mirabilis, plante emblématique de ce désert, qui figure sur les armoiries de la Namibie et sert de surnom aux joueurs de l'équipe de Namibie de rugby à XV.

## Climat
Le désert du Kaokoveld est aride depuis au moins 55 millions d'années, voire plus, car les conditions arides ont probablement commencé avec la fracturation du Gondwana occidental il y a 130 à 145 millions d'années lorsque la zone s'est déplacée vers sa position actuelle le long du tropique du Capricorne. Cette très longue période de sécheresse a eu une profonde influence sur la biodiversité ; il est resté un endroit climatiquement relativement stable, favorisant l'évolution à long terme des espèces végétales désertiques et des savanes sèches, ce qui a donné lieu à des assemblages uniques avec des niveaux élevés d'endémisme et de nombreuses adaptations avancées aux conditions arides.